# Physalosporopsis rhizophoricola
Physalosporopsis rhizophoricola är en svampart som beskrevs av Bat. & H. Maia 1955. Physalosporopsis rhizophoricola ingår i släktet Physalosporopsis, klassen Dothideomycetes, divisionen sporsäcksvampar och riket svampar.   Inga underarter finns listade i Catalogue of Life.